# Altenberg (Bergisches Land)
Altenberg este localitatea cea mai nordică ce aparține de Odenthal din Nordrhein-Westfalen, carea a fost reședința ducilor von Berg.